# Saint-Tropez Open
Il Saint-Tropez Open è un torneo professionistico di tennis giocato sul cemento, che fa parte dell'ATP Challenger Tour. Si gioca annualmente dal 2021 al Tennis Club de Saint Tropez a Saint-Tropez, in Francia.

## Albo d'oro

### Singolare
| Anno | Campione           | Finalista             | Punteggio          |
| ---- | ------------------ | --------------------- | ------------------ |
| 2024 | Gijs Brouwer       | Lucas Pouille         | 6–4, 7–6(2)        |
| 2023 | Constant Lestienne | Liam Broady           | 4–6, 6–3, 6–4      |
| 2022 | Mattia Bellucci    | Matteo Arnaldi        | 6–3, 6–3           |
| 2021 | Benjamin Bonzi     | Christopher O'Connell | 6(10)–7, 6–1, rit. |

### Doppio
| Anno | Campioni                          | Finalisti                               | Punteggio         |
| ---- | --------------------------------- | --------------------------------------- | ----------------- |
| 2024 | Sander Arends Luke Johnson        | André Göransson Sem Verbeek             | 3–6, 6–3, [10–4]  |
| 2023 | Dan Added (2) Albano Olivetti (2) | Jonathan Eysseric Harold Mayot          | 3–6, 1–0 rit.     |
| 2022 | Dan Added (1) Albano Olivetti (1) | Romain Arneodo Tristan-Samuel Weissborn | 6–3, 3–6, [12–10] |
| 2021 | Antonio Šančić Artem Sitak        | Romain Arneodo Manuel Guinard           | 7–6(5), 6–4       |